# Upper Siang (huyện)
Huyện Upper Siang là một huyện thuộc bang Arunachal Pradesh, Ấn Độ. Thủ phủ huyện Upper Siang đóng ở Yingkiong. Huyện Upper Siang có diện tích 6188 ki lô mét vuông. Đến thời điểm năm 2001, huyện Upper Siang có dân số 33146 người.